# Andreas Melzer
Andreas Melzer (* 1960 in Karl-Marx-Stadt) ist ein deutscher Science-Fiction-Autor.
Melzer studierte an der Pädagogischen Hochschule "N. K. Krupskaja" in Halle und arbeitete dann als Lehrer für Biologie und Chemie in Kyhna bei Delitzsch. Er debütierte als Autor mit einigen Kurzgeschichten, die zwischen 1984 und 1986 in dem vom Verlag Das Neue Berlin jährlich publizierten Almanach Lichtjahr veröffentlicht wurden (herausgegeben von Erik Simon). Im Jahre 1990 erschienen von ihm zwei Bände mit teilweise satirischen Science-Fiction-Kurzgeschichten.
Nach 1990 veröffentlichte Melzer noch einige Erzählungen im SF-Magazin Alien Contact sowie den Roman Killerbaby.

## Schriften
- Hinter den drei Sonnen. Science-fiction-Erzählungen, Verlag Das Neue Berlin, Berlin 1990 ISBN 3-360-00306-3
- Vorstoß nach Andromeda. Phantastische Erzählungen, Verlag Neues Leben, Berlin 1990 ISBN 3-355-01152-5
- Killerbaby. Roman, Wilhelm Heyne Verlag, München 1993 ISBN 3-453-07240-5